# مهدی خلیل
مهدی خلیل (عربی: مهدي سليم خليل؛ زادهٔ ۱۹ سپتامبر ۱۹۹۱) بازیکن فوتبال اهل لبنان است.
از باشگاه‌هایی که در آن بازی کرده‌است می‌توان به باشگاه ورزشی العهد، باشگاه ورزشی صفا، باشگاه فوتبال دیورگاردن، و باشگاه فوتبال ذوب‌آهن اصفهان اشاره کرد.
وی همچنین در تیم ملی فوتبال لبنان بازی کرده‌است.